# IBM PC DOS
IBM PC-DOS는 IBM 개인용 컴퓨터를 위한 클로즈드 소스 형태의 도스 운영 체제이며, 1980년대에서 1990년대까지 판매되었다.

## 역사
1981년에 IBM사와 마이크로소프트사 사이에서, 마이크로소프트는 기본 제품을 생산하고, 두 회사는 합성 코드를 공유하여 더 강력하고 튼튼한 시스템으로 들어가는 서로 다른 부분을 개발하려고 하였다. 또, MS-DOS와 PC-DOS는 별도로 시장화될 예정이었다. 다시 말해, IBM사는 IBM PC용으로만 판매하고 마이크로소프트는 오픈 마켓에 판매하려고 했다. 그러나 IBM은 자사의 개인용 컴퓨터를 위한 운영 체제의 소스 코드 소유권을 획득하려고 하지는 않았다.
씽크패드 제품은 현재 복구 파티션에 PC-DOS의 최신 버전의 복사본을 소유하고 있다.

### 버전 역사
| 버전       | 출시일          | 각주   |
| ---------- | --------------- | ------ |
| 1.0        | 1981년 8월 12일 | [ 1 ]  |
| 1.1 (1.10) | 1982년 5월 7일  | [ 2 ]  |
| 2.0        | 1983년 3월 8일  | [ 3 ]  |
| 2.1 (2.10) | 1983년 11월 1일 | [ 4 ]  |
| 3.0        | 1984년 9월 14일 | [ 5 ]  |
| 3.1 (3.10) | 1985년 4월 2일  | [ 6 ]  |
| 3.2 (3.20) | 1986년 4월 2일  | [ 7 ]  |
| 3.3 (3.30) | 1987년 4월 2일  | [ 8 ]  |
| 4.0        | 1988년 7월 19일 | [ 9 ]  |
| 5.0        | 1991년 6월 11일 | [ 10 ] |
| 6.1        | 1993년 7월 26일 | [ 11 ] |
| 6.3        | 1994년 4월 27일 | [ 12 ] |
| 7.0        | 1995년 2월 28일 | [ 13 ] |
| 2000       | 1998년 5월 29일 | [ 14 ] |

## 마이크로소프트 이후
PC-DOS는 1993년까지 다시 상표된 MS-DOS 버전으로 인식되었다. IBM사와 마이크로소프트사는 도스 제품을 두 가지 갈래로 나누었다. 3월에 MS-DOS 6을 공개하였고, 그에 이어 6월에 PC-DOS 6.1이 별도로 개발되었다. 큐베이직이 제거되었고 MS-DOS 편집기가 E로 대체되었다. 이어서 PC-DOS 6.3이 12월에 나왔다.
PC-DOS 7은 1994년 11월에 공개되었다. REXX 프로그래밍 언어가 추가되었을뿐 아니라 새로운 플로피 디스크 포맷인 XDF를 지원하였다. (표준 1.44MB 플로피 디스크에서 1.86 MB로까지 확장)
한글 윈도우 3.1x 제품을 실행하게 되는 뉴텍 컴퓨터사의 PC제품들에도 하드디스크에 기본 설치되어 출하되며 PC-DOS라벨이 붙은 부팅 영역 복구용 3.5인치 디스크 1장이 함께 제공되었다. 그 디스켓과 함께 제공된 번들 평가판 게임들이 잔득 들어있던 부팅 가능한 NEWTEC 라벨이 세겨진 CD-ROM 1장에서도 PC-DOS가 부팅 운영체제였다.
맨 마지막에 나온 버전은 PC-DOS 2000이며 임베디드 소프트웨어 시장 주변에서 찾을 수 있다. PC-DOS 7을 기반으로 하고 있으며 2000년 문제를 수정하였다. PC-DOS 2000 제품에는 "includes PC-DOS 7"(PC-DOS 7 포함)이라는 문구가 추가되어 있다.

## 참조
- IBM Corporation and Microsoft, Inc. Dos 3.30: User's Guide. IBM Corporation, 1987. Part number 80X0933.
- IBM Corporation and Microsoft, Inc. Dos 3.30: Reference (Abridged). IBM Corporation, 1987. Part number 94X9575.
- IBM Corporation. Getting Started with Disk Operating System Version 4.00. IBM Corporation, 1988. Part number 15F1370.
- IBM Corporation. Using Disk Operating System Version 4.00. IBM Corporation, 1988. Part number 15F1371.
- IBM Corporation. IBM Disk Operating System Version 5.0. User Guide and Reference. IBM Corporation, 1991. Part number 07G4584.
- IBM Corporation. PC DOS 7 User's Guide. IBM, 1995.
- IBM Corporation. IBM PC DOS and Microsoft Windows User's Guide. Indianapolis, IN: Que Corporation, 1995. ISBN 0-7897-0276-2.

## 같이 보기
- MS-DOS
- REXX
- E (PC-DOS)